# Jenny Lamy
Pour les articles homonymes, voir Lamy.
Jennifer "Jenny" Lamy, née le 28 février 1949 à Melbourne est une ancienne athlète australienne.
Aux jeux du Commonwealth de 1966, elle remporta l'argent sur 220 yard derrière sa compatriote Dianne Burge. Aux Jeux olympiques d'été de 1968 à Mexico, elle termina troisième sur 200 m derrière la Polonaise Irena Szewińska et une autre Australienne Raelene Boyle.
Elle participa encore aux relais victorieux de l'Australie sur 4 × 100 m aux jeux du Commonwealth.

## Palmarès

### Jeux olympiques d'été
- Jeux olympiques d'été de 1968 à Mexico ( Mexique)
  -  Médaille de bronze sur 200 m
  - 5e en relais 4 × 100 m

### Jeux du Commonwealth
- Jeux du Commonwealth de 1966 à Kingston ( Jamaïque)
  -  Médaille d'argent sur 220 yd
  -  Médaille d'or en relais 4 × 110 yd
- Jeux du Commonwealth de 1970 à Édimbourg ( Écosse)
  -  Médaille d'or en relais 4 × 100 m
- Jeux du Commonwealth de 1974 à Christchurch ( Nouvelle-Zélande)
  -  Médaille d'or en relais 4 × 100 m